# ザ・レターズ〜家族の愛にありがとう
『ザ・レターズ〜家族の愛にありがとう』（ざ・れたーず かぞくのあいにありがとう）は、2002年5月1日から同年9月18日までフジテレビ系列局で放送されていたフジテレビ製作のバラエティ番組である。放送時間は毎週水曜 19:00 - 19:57（日本標準時）。

## 概要
前番組『100%キャイ〜ン!』を大幅にリニューアルした番組で、引き続きキャイ〜ンと関根勤とピーコがレギュラーを務めていた。番組タイトルロゴの「家族の愛にありがとう」の箇所を書いたのはウド鈴木である。当初4月開始の予定だったが、単発特番のスケジュールの関係で5月1日開始となった。
番組は毎回ゲストを招き、彼らが自身の家族など世話になっている人物へ宛てた手紙を書いてもらっていた。キャイ〜ンたちレギュラーメンバーはゲストの手伝いをする「ドリームメーカー」となり、どういう形で感謝の意を表すのかをゲストの希望を交えてセッティングしていた。ゲストとその手紙を渡す相手とのエピソードを、キャイ〜ンと関根がドラマで再現するコーナーもあった。
しかし、開始から4ヶ月後の2002年9月を以て終了した。本番組にレギュラー出演していたキャイ〜ンと関根と三瓶は、替わって土曜18:30枠でスタートした『もしもツアーズ』を担当した。

## 出演者

### ドリームメーカー
- 天野ひろゆき（キャイ〜ン）
- ウド鈴木（キャイ〜ン）
- 関根勤
- ピーコ
- 梅宮辰夫
- 柴田理恵

### 特派員
- 菅野美穂
- 三瓶

## スタッフ
- 構成：鈴木おさむ、樋口卓治、真田ゑみ子、天野慎也、大井達朗、槙田英司
- 美術プロデューサー：小須田和彦
- デザイン：桐山三千代
- 美術進行：足立和彦
- 大道具：豊田哲夫
- 視覚効果：藤本茂
- アクリル装飾：熊谷好恵
- 装飾：門間誠
- 衣裳：山田斉
- メイク：宮崎香
- CG：宮門裕（Lefty's）
- タイトル：岩崎光明
- ロケ技術：田中祥嗣
- カメラ：渋谷幸加、酒井博
- 音声：山本賢
- 照明：藤井輝夫（プログレッソ）
- 技術協力：スウィッシュ・ジャパン、IMAGICA、4-Legs
- 編集：菅野邦大、清野泰功
- MA：円城寺暁
- 音響効果：安原裕人
- TK：平野美紀子
- FD：飯村徹郎
- 広報：清野真紀
- 連絡：古賀美由紀
- 企画協力：浅井企画
- 制作協力：BEE BRAIN、ウイルスプロダクション
- リサーチ：スペースエムワイ、フォーミュレーション
- 制作進行：白根淳子（ウイルスプロダクション）、内田智子（BEE BRAIN）、松本明美、大坪加奈
- 編成：荒井昭博（2002年6月までチーフプロデューサー）
- スーパーバイザー：原田冬彦
- アドバイザー：小松純也、石井浩二（2002年7月〜）
- ディレクター：中村肇・阿部一志（BEE BRAIN）、澤田親宏、小林浩司、山下浩一、亀森幸二、吉澤聡史、清水泰貴、市島晃生、福島英喜
- 制作プロデューサー：西敏也（BEE BRAIN）
- 演出・プロデューサー：坪田譲治
- 制作：フジテレビ制作センター
- 制作著作：フジテレビ

## 挿入歌
- Sincerely Yours （愛内里菜）
- Can you feel the POWER OF WORDS? （愛内里菜）